# Sony VAIO P-Series
La Serie P de VAIO, es una computadora dentro de la categoría Pocket Style, haciéndola una de las máquinas más pequeñas del mercado en su momento.

## Generalidades
Las compuadroras Sony VAIO P-Series cuentan con una pantalla de 8 pulgadas con una resolución nativa de 1600 X 768 pixeles; con placa de vídeo Intel GMA 500. Dependiendo del modelo, la unidad de almacenamiento puede ser del formato 1.8", similar a una unidad como las de un iPod Classic o una unidad de estado sólido (SSD). La memoria RAM de 2 GB no es actualizable porque está soldada a la placa madre.
Estos equipos trabajan con procesadores a 32 bit de doble núcleo Intel Atom de la serie Z, son procesadores de muy bajo consumo de energía a costa de menor rendimiento, sin embargo puede desempeñar muchas de las tareas que generalmente se hacen en una computadora portátil o de escritorio.
Posee varias características de conectividad ya que cuenta con Wi-Fi, Bluetooth, 3G (usando una tarjeta SIM de un operador móvil), GPS, ranuras para Memory Stick Duo y tarjetas SD, cámara web, ratón tipo pen o pointing stick; y con un accesorio especial puede tener una salida de vídeo VGA y Ethernet.

## Modelos
- VGN-P550T/Q (negro)
- VGN-P510T/R (rojo)
- VGN-P510T/G (verde)
- VGN-P510T/W (blanco)

## Especificaciones
- Peso:
  - VGN-P550 OT: 638 g
  - VGN-P510 OT: 620 g
- Dimensiones (altura × ancho × fondo): 1,98 cm × 24,5 cm × 12 cm
- Procesador Intel 1.33/1.60/1.86 GHz Intel Atom Z540/520.
- 2GB de Memoria RAM.
- Disco Duro de 60GB ATA 4.200 RPM HDD o 64/128GB SSD.
- Mobile Intel® Graphics Media Accelerator 500.
- Componentes integrados de HD, para poder visualizar formatos AVCHD y WMV grabados desde una videocámara.
- Wi-Fi 802.11b/g/n.
- Pantalla de 8" XBRITE® retroiluminada de 1600x768 píxeles, permite visualizar dos ventanas simultáneamente.
- USB 2.0 (2 puertos)
- Bluetooth para unidades periféricas.
- Ranuras para tarjeta SD y Memory Stick PRO-HG™ (Duo), que permiten compatibilidad con otros aparatos como teléfonos, cámara digitales y videocámaras.
- Entrada de micrófono monoaural
- Cámara y micrófono integrados.
- Salida de Audio miniplug estéreo.
- Teclado completo QWERTY.
- Sticky Pointer®, para controlar el ratón, en el centro del teclado.
- Sony Xross Media Bar®, función instantánea para acceder fotos, vídeos, música y conectarse al Internet sin necesidad de iniciar todo el sistema operativo.
- Duración estimada de la batería.
  - 2-4 h con batería estándar.
  - 4-8 h con batería de larga duración.
- G-Sensor® Shock Protection, para proteger el disco duro de movimientos repentinos y caídas inesperadas.
- Consumo/Corriente: 26 vatios máximo +10% (10,5V / CA100-240V).

## Programas incluidos
- Windows Vista® Home Basic.
- Sony® VAIO® Entertainment Platform.
- WinDVD.
- Open MG Setup.
- Microsoft Works®.
- Microsoft Office 2007® Home Student Teacher Trial.
- Sony® VAIO® Media˙ Plus.
- ArcSoft Webcam Companion.
- Instant Mode 2009.
- Sony® VAIO® Presentation Support.
- Sony® VAIO® Control Center.
- Sony® VAIO® Help and Support.
- Sony® VAIO® Update.
- Sony® VAIO® Recovery Center.
- Adobe Reader®.
- Adobe Flash Player®.
- Windows Live®.
- OneCare (subscripción de 90 días).